# レイトン教授と奇跡の仮面
『レイトン教授と奇跡の仮面』（レイトンきょうじゅときせきのかめん）は、レベルファイブから2011年2月26日に発売されたニンテンドー3DS向けアドベンチャーゲーム。レイトン教授シリーズの第2シリーズ第2弾である。キャッチコピーは「ナゾトキ×3D」。ニンテンドー3DSのローンチタイトルの1つ。ヨーロッパでは2012年10月26日、アメリカでは2012年10月28日に発売。

## 概要
2009年11月25日に東京国際フォーラムで開催された『レイトン教授と魔神の笛』の完成披露会で、次回作として制作中であることが発表された。
当初は2010年秋にニンテンドーDS向けでの発売が予定されていたが、同年のE3にてニンテンドー3DS向けに変更することが発表された。2013年2月6日にはムービーやイベント、ナゾを追加した『レイトン教授と奇跡の仮面プラス』（レイトンきょうじゅときせきのかめんプラス）がニンテンドーeショップにて配信開始された。
ストーリーの時系列は、2009年末に公開されたアニメ映画『レイトン教授と永遠の歌姫』の後のもので、本作中で『永遠の歌姫』がシリーズの派生作品ではなく、本編の一部をなすものであることが明らかとなる。

## ストーリー
レイトンは、高校時代の学友であるシャロアから1通の手紙を受け取る。そこには、シャロアの住むモンテドールの街に「奇跡の紳士」と名乗る人物が現れ、同じく学友であったランドとともに失われたはずの「奇跡の仮面」の魔力を使って、恐ろしい奇跡を起こしていることが書かれていた。

## 登場キャラクター
レイトン教授（エルシャール・レイトン）
声：大泉洋
グレッセンヘラーカレッジの有名な考古学者であり、謎解きの第一人者。極めて冷静に物事を対処する性格だが、ときには大胆に行動する。
今作では彼が考古学を研究することになったきっかけが明らかになる。
ルーク少年（ルーク・トライトン）
声：堀北真希
自称レイトンの一番弟子。11歳。非常に動物好きで、動物と話す事ができる能力を持つ。世間知らずだが、非常に賢い。
レミ・アルタワ
声：相武紗季
レイトンの助手であるアジア系の美女。25歳。性格は強気で行動的。写真を撮ることが趣味。謎の女性。
ジャン・デスコール
声：渡部篤郎
仮面をつけた正体不明の科学者。自らの発明品を使って、様々な人々を闇に引きずり込む。
ランド・アスコッド
声：山本裕典／東條加那子（幼少期）
レイトンの親友であり、考古学マニア。大富豪のお坊ちゃん。18年前、奇跡の仮面の財宝を探していた彼は、レイトンと遺跡探検をしたときに最後の罠に掛り落ちてしまう。
シャロア・レドール
声：吉瀬美智子
奇跡の仮面事件をレイトンに依頼する依頼主。ヘンリーの妻。
ヘンリー・レドール
声：関智一／瀧本富士子（幼少期）
わずか18年で「モンテドール」という大都市を作り上げた大富豪。ランドの家の使用人をしていた時期がある。ランド、シャロア、ダルストンの三人とは幼いころから一緒だった。無口。ランドを探すのを諦め、ロンドンに行ってしまったレイトンに対して良く思っていない。
アルフォード・ダルストン
声：高岡瓶々
レドール家と張り合う大富豪の男。レイトンやシャロアと同じ高校の同級生。
ブロネフ・ライネル
声：市村正親
全てが謎に包まれた男。レイトンやデスコールに関係がある様子。

## ナゾ
今作で出されるナゾは「レイトン教授からの挑戦状」を入れると全150問。日刊ナゾ通信のナゾと合わせると過去最多となる全515問のナゾが出される。また、「迷子のナゾ」と呼ばれるプレイヤーが本編をプレイ中に発見できなかったナゾが存在する。（プレイ中に発見すれば問題ない。）これらのナゾは冒険を進めていくうちに出会うエリザベスという老婆に届けられる。
奇跡の仮面プラスでは15問の新作のナゾを追加。最初からすべて解放されている日刊ナゾ通信と合わせて全530問となっている。

## 主題歌
「Mysterious Flower」（EMIミュージック・ジャパン）
作詞・作曲・歌：松任谷由実 編曲：松任谷正隆
PVでは、レイトンシリーズのキャラクター風に描かれた松任谷由実がこの曲を歌いながらゲームに登場する様々な街など移動する構成になっている。